# Glaskopf
De Glaskopf is een berg in het Taunusgebergte en meet 687 meter. Hij ligt iets ten westen van de hoogste berg Großer Feldberg, bij de plaats Glashütten. De namen van de berg en de plaats refereren aan de inmiddels verdwenen glasfabrieken in deze streek.